# 오이시촌 (사이타마현)
오이시촌(大石村)은 사이타마현 기타아다치군에 있던 촌이다. 현재의 아게오시 서북부(일부는 오케가와시)에 해당한다.

## 역사
- 1889년 4월 1일 - 정촌제 시행에 수반해 기타아다치군 오이시촌이 성립하였다. 동년 6월 10일에 구청을 고이즈미 96번지의 구 도조 주택을 개조하여 설치[6][2][6][2]. 구 도장택에는 오오이시 초등학교도 병설되어 있었다. 초대 촌장으로 고이즈미촌 연합 촌장이었던 신토 게이노스케가 취임했다. 합병 당시 인구 3,626명, 세대수는 587세대.
- 1918년 5월 30일 - 촌사무소가 농협 부지 내(오아자 코이즈미 958-959번지)에 준공되어 이전.
- 1921년 7월 - 촌에 장티푸스가 창궐하여 사망자 25명, 환자 107명의 피해가 발생하다. '전멸 위기에 처한 질부스의 오이시 촌' 등 연일 신문에 보도됨.
- 1923년 9월 - 간토대지진 발생, 마을 내 전소 가옥 9채, 부분 파손 가옥 200여 채, 배수관 파손 1곳의 피해를 입었다.
- 1945년 4월 - 초순경 날아온 B-29가 투하한 소형 폭탄 10여 발이 반키치 내 뽕나무 밭에 착탄하여 약 200미터 길이에 걸쳐 절구 모양의 큰 구멍이 여러 개 생겼으나 인명 피해는 없었다
- 1955년 1월 1일 - 아게오정, 하라이치 정, 히라카타 정, 가미히라 촌, 오야 촌과 합병해, 새로운 아게오정이 성립해, 오이시촌은 소멸하였다.

## 참고문헌
- 「角川日本地名大辞典」編纂委員会『角川日本地名大辞典 11 埼玉県』角川書店、1980年7月8日。ISBN 4-04-001110-4。
- 上尾市教育委員会・編『上尾市史 第四巻 資料編4、近代・現代1』上尾市、1994年3月15日。
- 上尾市教育委員会・編『上尾市史 第五巻 資料編5、近代・現代2』上尾市、1998年3月31日。
- 上尾市教育委員会・編『上尾市史 第七巻 通史編（下）』上尾市、2001年3月30日。
- 上尾市教育委員会・編『上尾市史 第八巻 別編1、地誌』上尾市、1997年3月31日、431-484頁。
- 上尾百年史編集委員会・編『上尾百年史』上尾市役所、1972年2月10日。
- 上尾市立大石小学校開校百周年記念行事実行委員会・編『大石小学校開校百周年記念誌 校史』上尾市立大石小学校開校百周年記念行事実行委員会、1986年10月25日。